# 初恋スキャンダル
『初恋スキャンダル』（はつこいスキャンダル）は、尾瀬あきら作の漫画、またそれを原作にしたテレビドラマ。
1981年から1986年にかけて『少年ビッグコミック』（小学館）にて連載された。単行本は小学館より全18巻が刊行された。
1985年、第31回（昭和60年度）小学館漫画賞少年部門を受賞した。

## 作品概要
1980年代に流行っていた、いわゆるラブコメ（ラブコメディの略：恋愛を題材）もので、読者層は掲載誌のマーケットと同様でミドルティーンからハイティーンの男子であった。タイトルのスキャンダルのような刺激的（大人になる的）な恋愛模様を描いた作品。
主人公は、都立紅葉高2年の矢崎哲で、近所に住む同じ学年で幼なじみの長岡久美との、友達以上恋人未満の恋愛模様といった2人の人間関係や感情の機微の描写を基軸に、学園内や家庭での登場人物とのエピソードをからめながら、物語は進行していく。基本的には学園ラブコメもので、作品前半では登場人物の恋愛模様を基軸として物語が展開していくが、中期から後期には学園内社会派の様相を呈してくる。物語は、高校2年の始業式直前から高校3年の始業式直前までの間の約1年を描いているが、連載期間は足かけ6年に及んでいる。本作品中に登場人物の初恋がスキャンダルとして扱われるようなエピソードは一切なく、タイトルと直接関係のない物語が進行した。

## 主な登場人物
矢崎哲
主人公。久美と近所で幼なじみで、友達以上、恋人未満的関係。八百屋八百政の次男。剣道部所属。優柔不断な性格でおせっかいが生活信条。たえ子とはキスをした仲。
長岡久美
哲と近所で幼なじみ。やや気が強く、哲をしばしばひっぱたく。美術部所属。
相沢たえ子
美人。勉強はできるが、集団生活は苦手なタイプ。両親は離婚。桜上水在住。
安岡卓也
ケンカに秀で、キザ。孤高の格好つけたがり。村田素子と幼なじみ。吉祥寺在住。停学歴2回。高校を退学する。ブルース・リーに憧れLeeの愛称で呼ばれる。
品川克彦
純朴な野球バカタイプ。野球部所属。代田橋在住。
山田努
カメラと異性とアイドルに情熱を燃やし、研究熱心なタイプ。3枚目キャラ。
阿部しのぶ
素直な性格。バレー部。

## その他
登場人物の生活圏、行動圏が東京の京王線沿線で設定されており、新宿、高尾、京王線の駅などが作品中に描写されている。また、哲と久美は東京都世田谷区または調布市在住で設定されている。

## どろんこ恋歌
「どろんこ恋歌（ラブソング）」は、『初恋スキャンダル』の原型ともいえる短編作品で、『少年ビッグコミック』1980年20号に掲載され、『尾瀬あきら選集1 マリン・ブルー!!』に収録されている。特に哲、努、芝先生のキャラクター設定はそのまま『初恋スキャンダル』に継承されている。

## テレビドラマ
フジテレビ『月曜ドラマランド』で1986年7月21日に放送された。

### スタッフ・主題歌
- 脚本:藤本信行
- プロデューサー:小田切成明・石川泰平
- 演出:高橋勝
- 主題歌:おニャン子クラブ「お先に失礼」
- 挿入歌:佐野量子「キラキラの秋」

### 出演
- 久美:佐野量子
- 哲也:長島ナオト
- たえ子:可愛かずみ
- 哲也の姉:岡江久美子
- 芝先生:原田大二郎
- 久美の母:水野久美
- 志賀真理子
- 久美の父:清水章吾
- 哲也の父:谷啓
- 名川貞郎
- 清水めぐみ
- 克彦:越川大介
- 努:藤井一男
- 大塚真美
- 大山豊
- 牧田正嗣
- 菊地直子
- 井上あや
- 津田美恵子
- 一色ひかる